# Dolgo Brdo (gmina Litija)
Dolgo Brdo – wieś w Słowenii, w gminie Litija. W 2018 roku liczyła 26 mieszkańców.